# Pleorchis magniporus
Pleorchis magniporus är en plattmaskart. Pleorchis magniporus ingår i släktet Pleorchis och familjen Pleorchiidae. Inga underarter finns listade i Catalogue of Life.